# Alegeri prezidențiale în Iran, 2009
În Iran, activitatea executivǎ este exercitatǎ de președinte și de un cabinet condus de primul ministru. Președintele Iranului exercită o influență reală asupra politicii interne și economiei, dar are prerogative limitate în materie de politică externă, în special asupra dosarului nuclear și relațiilor cu Statele Unite.
Pe data 12 iunie 2009 în Iran au fost organizate alegeri prezidențiale. Aproximativ 46 de milioane de alegători au fost chemați la urne.
Acesta a fost al zecelea scrutin organizat în Iran de la Revoluția Islamică din 1979. Spre surprinderea tuturor au fost depuse mai multe candidaturi decât s-ar fi așteptat electoratul, dar și de arestări în medii considerate suspecte de către autorități, alegerile prezidențiale iraniene au fost considerate un examen important al puterii, dar și un bun prilej pentru punerea în discuție a ordinii politice instituite de Revoluția Islamică. Dincolo de alegerea unui nou președinte, scrutinul a fost așteptat cu interes în Occident în urma discuțiilor aprinse pe marginea programului nuclear iranian. Campania a reflectat diviziunile profunde privind viitorul Iranului, după mandatul de patru ani al lui Ahmadinejad. 
Principalii candidați sunt președintele în exercițiu, ultraconservatorul Mahmoud   Ahmadinejad, și conservatorul moderat Mir Hossein Moussavi, un fost premier, alți doi candidați, reformatorul Mehdi Karoubi și conservatorul Mohsen Rezai, au fost în cursă. 
Așa cum observa Payam magazine, gazeta comunității iraniene din Los Angeles, citată de Courrier international, nici unul dintre cei cinci președinți care l-au precedat nu a ratat un al doilea mandat.
Ahmadinejad în vârstă de 52 de ani, a contat pe votul claselor defavorizate pentru a obține un nou mandat de patru ani. Atuuri:
- a continuat cu ideile "antiimperialiste", calificând Holocaustul drept "o mare înșelătorie", condamnând rezoluțiile ONU privind impunerea de sancțiuni și afirmând că Iranul este "cea mai mare putere din lume".
Moussavi  în vârstă de 67 de ani, este un fost premier revenit pe scena politicădupăo absență de 20 de ani, argumentele sale: 
- respingerea politicii actualului președinte;
- beneficiază de o puternică susținere în rândul tinerilor care speră în acordarea libertățilorindividuale.
- l-a acuzat pe Ahmadinejad că afectează imaginea Iranului pe plan internațional.
- l-a acuzat pe Ahmadinejad că a primit fonduri pentru campania electorală din partea fostului președinte Akbar Hashemi Rafsandjani (1989-1997), care are o avereconsiderabilă;
- dorește să modifice toate legile considerate discriminatorii față de femei, deși sarcina pare imposibilă, în contextul în care are nevoie de aprobarea Parlamentului dominat de conservatori;
- în materie de politică externă, Moussavi va încerca, dacă va deveni președinte, să schimbe imaginea Iranului pe plan extern. În schimb, Moussavi a anunțat că va menține linia oficială a Iranului în dosarul nuclear.

Mehdi Karoubi reformistul și conservatorul Mohsen Rezai sunt doi dintre adversarii lui Mahmoud Ahmadinejad în alegerile prezidențiale din Iran.
De la startul campaniei electorale pe 22 mai, tineretul iranian și-a manifestat nemulțumirea față de politica lui Mahmoud Ahmadinejad. Acesta este acuzat că a adus economia și relațiile cu celelalte țări într-un stadiu critic. 
Cu mai puțin de o săptămână înaintea alegerilor prezidențiale susținătorii principalilor candidați au luat cu asalt străzile din Teheran, dintre care 20.000 de oameni s-au adunat în centrul Capitalei iraniene pentru a-l sprijini pe actualul președinte Mahmoud Ahmadinejad. Liderul a fost așteptat să țină un discurs în fața mulțimii, dar acesta si-a anulat apariția în ultimul moment, acest lucru nu i-a împiedicat pe susținătorii lui să-i scandeze numele sau să strige sloganuri ca "Moarte Israelului" și "Moarte Americii". Pe parcursul acestor manifestări au avut loc și o serie de atacuri asupra principalului contracandidat al lui Ahmadinejad, Mir Hossein Moussavi, numit mincinos. Partizanii lui Moussavi au ales să-și arate sprijinul față de candidatul reformist printr-un lanț uman ce a legat nordul de sudul capitalei Teheran. Mii de oameni, majoritatea tineri, îl preferă pe Mir Hossein Moussavi în speranța unei schimbări.
Cu toate aceste proteste, Mahmoud Ahmadinejad a fost reconfirmat în funcție de președinte al Iranului, rezultatele oficiale ale alegerilor prezidențiale de vineri, 12 iunie arată că actualul șef al statului ar fi obținut aproape 65% din voturi, după numărarea buletinelor din 90% dintre secțiile de vot. Principalul său rival, conservatorul moderat Mir Hossein Moussavi, care își revendicase victoria la închiderea urnelor, ar avea 32% din voturi.
"Diferența dintre numărul voturilor obținute de Ahmadinejad și cele ale rivalilor săi este în așa fel încât orice îndoială cu privire la victoria sa va fi interpretată ca o formă de umor a opiniei publice", spune directorul de campanie al președintelui în exercițiu.
Susținătorii lui Mahmoud Ahmadinejad au ieșit pe străzile din Teheran în miezul nopții pentru a sărbători victoria. Ahmadinejad "este un geniu", strigau unii suporteri. "Sunt bucuros de victoria candidatului meu. El îi ajută pe săraci și prinde hoții", apreciază unul dintre oamenii ieșiți în stradă. 
Președintele iranian, a depus jurământul în fața Parlamentului, pe data de 5 august 2009, fiind la al doilea mandat, scrutinul a fost contestat de Opoziție, care a dus la proteste de stradă înăbușite în sânge. În timp ce președintele își ținea discursul în Parlament, forțele de ordine și milițiile islamiste dispersau sute de manifestanți ai Opoziției, care încercau să se reunească în fața clădirii. Forțele de ordine și bassij (miliții islamiste) au dispersat câteva sute de opozanți, care strigau sloganuri împotriva lui Mahmoud Ahmadinejad, aceste proteste s-au soldat cu zeci de morți, câteva sute de rănite, iar două mii arestate, dintre care 110 sunt judecate, în cursul celor mai grave violențe civile cunoscute de Iran de la Revoluția islamică din 1979.
Mulți alți manifestanți au fost arestați în cursul protestelor organizate de Opoziția care a contestat realegerea lui Ahmadinejad. 
Teheranul a acuzat Marea Britanie că ar fi complotat timp de doi ani împotriva scrutinului prezidențial din 12 iunie, "am remarcat un aflux din Marea Britanie înainte de alegeri", care indică prezența unor "elemente care au legătură cu serviciile secrete britanice", susținea pe 21 iunie ministrul iranian de externe, Manouchehr Mottaki.
Casa Albă recunoaște că Mahmoud Ahmadinejad este președintele "ales" al Iranului, dar nu are de gând să îl felicite cu ocazia învestiturii sale. Statele Unite întrețin relații diplomatice cu Iranul prin intermediul ambasadei Elveției.